# Correa aemula
Correa aemula (Hairy Correa) es un arbusto que es endémico de Australia. Se desarrolla hasta una altura de unos 2 metros. Las hojas son   elípticas cubiertas densamente de pelos siendo de unos 7 cm de longitud y unos 3 cm de anchura. La flor es de forma tubular y colgante en las ramas, floreciendo entre los meses de septiembre y diciembre en las poblaciones silvestres. Tienen un color amarillo o azul verdoso pálido.

## Taxonomía
Esta especie fue descrita formalmente por primera vez en 1838 por el botánico John Lindley en la obra Three Expeditions into the interior of Eastern Australia. Entonces le dio el nombre de Didimeria aemula.En 1858 otro botánico Ferdinand von Mueller, transfirió la especie dentro del género Correa.

## Distribución
Correa aemula se encuentra normalmente en suelos tanto rocosos como arenosos y tanto en bosques abiertos como en bosques densos en South Australia y Victoria.